# San Michele di Serino
San Michele di Serino é uma comuna italiana da região da Campania, província de Avellino, com cerca de 2.394 habitantes. Estende-se por uma área de 4 km², tendo uma densidade populacional de 599 hab/km². Faz fronteira com Aiello del Sabato, Cesinali, Santa Lucia di Serino, Santo Stefano del Sole, Serino.

## Demografia
| Variação demográfica do município entre 1861 e 2011                               |
|                                                                                   |
| Fonte: Istituto Nazionale di Statistica (ISTAT) - Elaboração gráfica da Wikipedia |